# 佐那河内村立佐那河内小学校
佐那河内村立佐那河内小学校（さなごうちそんりつ さなごうちしょうがっこう）は、徳島県名東郡佐那河内村下字中川原にある公立小学校。

## 沿革
- 1881年（明治14年） - 寺谷に下佐那河内小学校、観音庵に下佐那河内小学校中嵯峨分校を創立。
- 1882年（明治15年） - 上佐那河内小学校を創立。
- 1887年（明治20年） - 高樋に下佐那河内小学校を移転改築。下佐那河内小学校中嵯峨分校を廃止。
- 1892年（明治24年） - 上佐那河内小学校を宮前尋常小学校、下佐那河内小学校を高樋尋常小学校に校名改称。嵯峨尋常小学校創立。
- 1969年（昭和44年）
  - 4月1日 - 佐那河内村立宮前小学校、佐那河内村立高樋小学校、佐那河内村立嵯峨小学校を統合し、佐那河内村立佐那河内小学校となる。ただし、統合校舎はこの時点で完成しておらず、旧小学校をそれぞれ、宮前校舎、高樋校舎、嵯峨校舎とした（名目上の統合）。
  - 9月30日 - 校地造成工事完成。
- 1970年（昭和45年）3月31日 - 校舎第1期工事竣工（鉄筋3階建）。
- 1971年（昭和46年）
  - 3月3日 - 宮前、嵯峨、高樋の各校舎で、それぞれ閉校式を行う。
  - 3月23日 - 新校舎へ移転（名実共完全統合）。
  - 4月3日 - 校舎第2期工事と体育館竣工し、総合落成式挙行。
  - 8月2日 - プール竣工。
- 1979年（昭和54年）2月11日 - 校舎10周年記念式典挙行。校旗樹立・記念庭園完成・校内テレビ放送設備完成。
- 1980年（昭和55年）12月14日 - 創立100周年記念前年行事として佐那河内小学校白寿祭を挙行。
- 1981年（昭和56年）
  - 3月13日 - 100周年記念協賛事業として、PTAよりピアノ1基、テント3張、放送設備一式が寄贈される。
  - 11月6日 - 佐那河内小学校創立100周年記念式典挙行。
- 1987年（昭和62年）10月27日 - 幸田校医叙勲記念に体育館緞帳・暗幕寄贈。
- 1992年（平成5年）7月5日 - 家庭科室新設。
- 1995年（平成7年）
  - 1月20日 - コンピュータ4台設置。
  - 3月15日 - 和室教室新設。
  - 9月1日 - 校舎改修工事（1階フロア敷、2～3階トイレブース取替）。
- 1996年（平成8年）
  - 8月27日 - 校舎改修工事（2階～3階フロア敷、1階トイレブース取替）、テニスコート改修工事。
  - 9月30日 - パーソナルコンピュータ6台設置。
- 1999年（平成11年）10月26日 - インターネット導入。
- 2000年（平成12年）
  - 1月31日 - 図工室の机と椅子取替（少子化対策事業）。
  - 2月29日 - 情報室と会議室にエアコン設置（少子化対策事業）。同日、国旗掲揚台、砂場、遊具一式取替。
- 2002年（平成14年）4月8日 - 標準服の自由化。
- 2003年（平成15年）3月25日 - 学童保育室完成。
- 2007年（平成19年）11月15日 - 平成19年度全国学校体育研究優良校表彰。
- 2010年（平成22年）3月25日 - 電子黒板8台設置。
- 2011年（平成23年）
  - 3月27日 - 新校舎落成式。
  - 4月1日 - 佐那河内小・中学校一体型校舎入校。

## 校訓
- よく学び
- よく遊べ

## 関連学校
- 佐那河内村立佐那河内中学校

## 小中一貫教育導入問題
- 2016年 - 佐那河内村教育委員会は小中一貫教育を導入する方針を決定[1]。
- 2016年12月19日 - 佐那河内村総合教育会議で小中一貫教育を導入する方針の了承を得た[1]。
- 2016年12月26日 - 佐那河内村農業総合振興センターで佐那河内村小中一貫教育検討委員会を開催[1]。
  - 佐那河内小・中学校長らが、児童生徒の学力や体力の向上につながるとともに、特色ある学校づくりができるといった小中一貫教育の利点について説明した[1]。
  - 委員からは推進すべきだとの意見が多く出た[1]。
  - 「教員異動が教育の質に影響を与えることはないのか。」「村として小中一貫教育についてどう考えているのか、ビジョンを示すべきだ。」など、疑問や注文の声が上がった[1]。
- 2017年1月17日 - 佐那河内小・中学校で佐那河内村教育委員会が小中の児童生徒の保護者を対象に小中一貫教育導入に関する説明会を開催[2]。2017年4月に小中一貫校移行を目指す考えを明らかにした[2]。
  - 保護者からは容認する声が上がる[2]。
  - 「急ぎ過ぎだ。」との批判も出た[2]。
  - 一貫教育導入に向け両校教員が互いに研究授業を行っていることなどを評価する声が上がった[2]。
  - 「メリットやデメリットなど判断材料を示してほしい。」との指摘や「もっと議論が必要ではないか。」との反発も出た[2]。
- 2017年1月20日 - 佐那河内村教育委員会が保育所の児童の保護者を対象に小中一貫教育導入に関する説明会を開催[2]。

## 学校周辺
佐那河内村中心部に位置する
- 国道438号
- 佐那河内村役場
- 園瀬川
- 徳島市農業協同組合佐那河内支所
- 徳島中央警察署佐那河内村駐在所
- ファミリーマート徳島佐那河内店

## アクセス
- 徳島バス佐那河内線で、「佐那河内小・中学校前」バス停下車。
- JR徳島駅から、上述の路線バスで、「佐那河内小・中学校前」まで36分。

## 通学区域が隣接している学校
- 徳島市一宮小学校
- 徳島市上八万小学校
- 徳島市宮井小学校
- 勝浦町立横瀬小学校
- 上勝町立上勝小学校
- 神山町立神領小学校